# Roberto Marina
Roberto Marina (Villanueva de la Serena, 28 agosto 1961) è un ex calciatore spagnolo, di ruolo centrocampista.

## Palmarès
- Coppa di Spagna: 1

Atlético Madrid: 1984-1985
- Supercoppa di Spagna: 1

Atletico Madrid: 1985